# Балаково
Балако́во или Бала́ково — город на юго-востоке европейской части России, административный центр Балаковского муниципального района Саратовской области. Балаково — третий по численности населения город Саратовской области после Энгельса. Образует одноимённое муниципальное образование город Балаково со статусом городского поселения как единственный населённый пункт в его составе.

## Этимология
Селение Балаково основано в 1762 году на реке Балаковке, по которой и было названо; гидроним из тюркского балык — «рыба». В 1913 году село преобразовано в город Балаково.

## География
Город расположен на левом берегу Саратовского водохранилища, в 176 км к северо-востоку от Саратова.

### Климат
Климат Балакова — умеренно континентальный засушливый. Характерной особенностью климата является преобладание в течение года ясных малооблачных дней, умеренно холодная и малоснежная зима, непродолжительная засушливая весна, жаркое и сухое лето. Континентальный климат смягчён близостью водохранилища. В последние годы климат имеет тенденцию к потеплению в зимний период и в течение марта. Осадки выпадают неравномерно. Весна и зима характеризуются небольшим количеством осадков, но облачность в этот период больше, чем в другое время года. Летом и осенью осадков выпадает больше, часто они носят ливневый характер, что является неблагоприятным для растений и почвы из-за смывания верхнего плодородного слоя и размывания оврагов.
В Балакове преобладают воздушные массы умеренных широт, движущиеся с Атлантики на восток, в этом же направлении движутся циклоны, которые приносят летом дождевую погоду, зимой снегопады. Свободно проникают северные и южные ветры, а также суховеи со стороны Казахстана и Средней Азии. По направлению преобладают ветры юго-западной и западной ориентации. В целом климат города Балаково несколько мягче, чем на окружающей его территории, теплее на 2ºС, выпадает больше осадков, скорость ветра меньше.
- Среднегодовая температура — +6,9 C°
- Среднегодовая скорость ветра — 4,1 м/с
- Среднегодовая влажность воздуха — 65,3 %
- Среднегодовое количество осадков — 431 мм

| Показатель                                                                             | Янв.  | Фев.  | Март  | Апр. | Май  | Июнь | Июль | Авг. | Сен. | Окт.  | Нояб. | Дек.  | Год  |
| -------------------------------------------------------------------------------------- | ----- | ----- | ----- | ---- | ---- | ---- | ---- | ---- | ---- | ----- | ----- | ----- | ---- |
| Абсолютный максимум, °C                                                                | 8,0   | 10    | 19,1  | 30,0 | 36,7 | 39,8 | 44,1 | 40,0 | 35,9 | 24,9  | 17,2  | 8,3   | 44,1 |
| Средний суточный максимум, °C                                                          | −5,9  | −5,2  | 3,2   | 12,9 | 21,3 | 25,9 | 28,7 | 26,1 | 20,4 | 11,7  | 3,0   | −3,3  | 10,9 |
| Средняя температура, °C                                                                | −9,9  | −10,2 | −2,8  | 8,1  | 16,9 | 20,8 | 22,7 | 21,6 | 14,6 | 7,1   | −0,3  | −6,4  | 6,9  |
| Средний суточный минимум, °C                                                           | −12,3 | −12,1 | −6,1  | 4,3  | 10,6 | 15,6 | 17,5 | 16,1 | 9,9  | 3,5   | −3,8  | −10,8 | 2,5  |
| Абсолютный минимум, °C                                                                 | −33,3 | −35   | −31,9 | −8   | −2,5 | 1,3  | 4,3  | 2,9  | −3,9 | −10,4 | −27,3 | −30,5 | −35  |
| Норма осадков, мм                                                                      | 50    | 32    | 32    | 34   | 28   | 40   | 35   | 27   | 36   | 31    | 34    | 37    | 431  |
| Источник: Метеостатистика для Саратовской области Solar energy and surface meteorology |       |       |       |      |      |      |      |      |      |       |       |       |      |

## История

### Российская империя

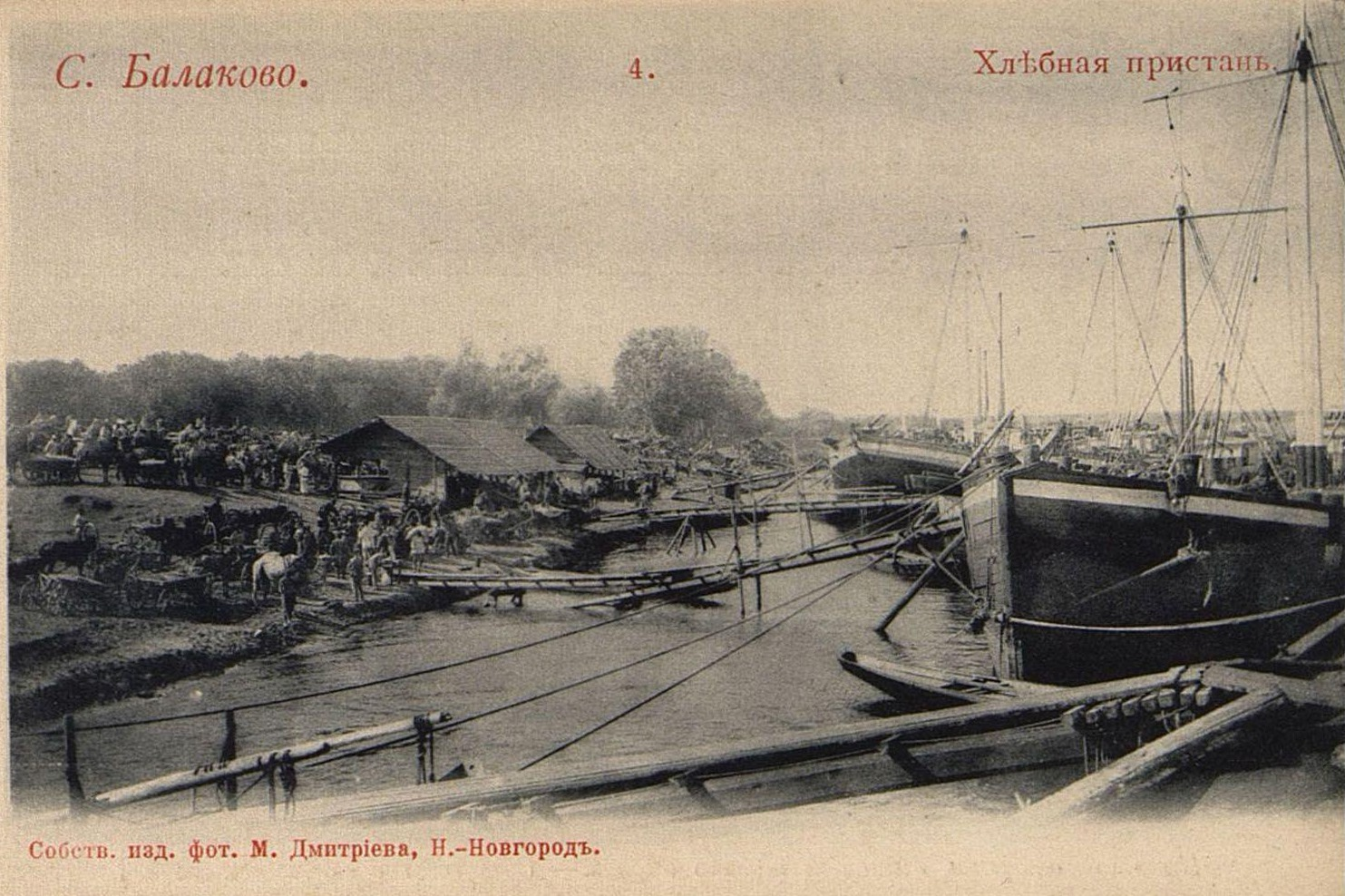
Балаково. Хлебная пристань. Фото 1890-х годов

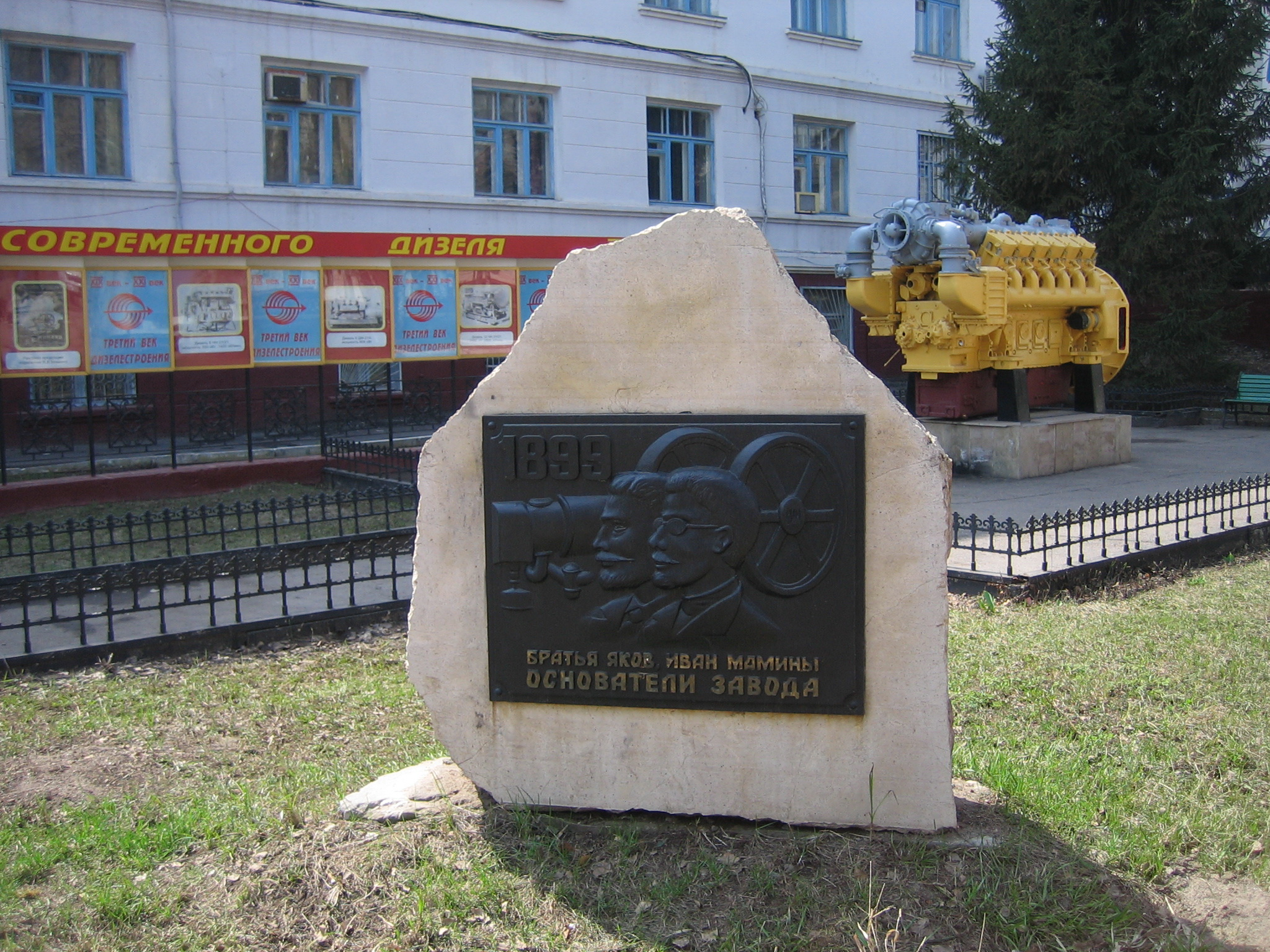
Основатели механического завода — братья Мамины

Долгое время считалось, что город Балаково был основан в 1762 году, но впоследствии в архиве Санкт-Петербурга был обнаружен документ, датированный 1738 годом, в котором упоминается казачье луговое владение Балаков юрт, расположенное в двух верстах от Волги. 14 декабря 1762 года императрица России Екатерина II издала манифест, призывающий старообрядцев, некогда бежавших в Польшу, вернуться из-за границы в Россию и селиться на землях между реками Большой и Малый Иргиз. Ревнителям старой веры выделялось в пользование 70 000 десятин (76 300 гектаров) лучшей заволжской земли. Вернувшиеся старообрядцы основали несколько новых населённых пунктов, в том числе и село Балаково. В 1861 году в селе проживало 2700 человек.
Удобное расположение на судоходных путях помогло селу быстро вырасти за счёт торговли пшеницей. За один сезон из Балакова отправлялось до 10 млн пудов хлеба. Более 300 вместительных амбаров стоявшие на берегу Балаковки, позволяли хранить зерно от урожая до урожая. В 60-х годах XIX века за одну навигацию от Балакова могло отходить до 180 барж с грузами. Ещё один товар, которым в огромном количестве торговали балаковские купцы, — лес. Балаково являлось посредником между лесными губерниями Верхнего Поволжья и безлесной заволжской степью. Сюда, с таких рек как Кама, Белая, Вятка, привозилось ежегодно до 500 тыс. пудов дров и до трёх млн. пудов лесных строительных материалов. Часть этого леса перерабатывалась на двух лесопильных заводах.

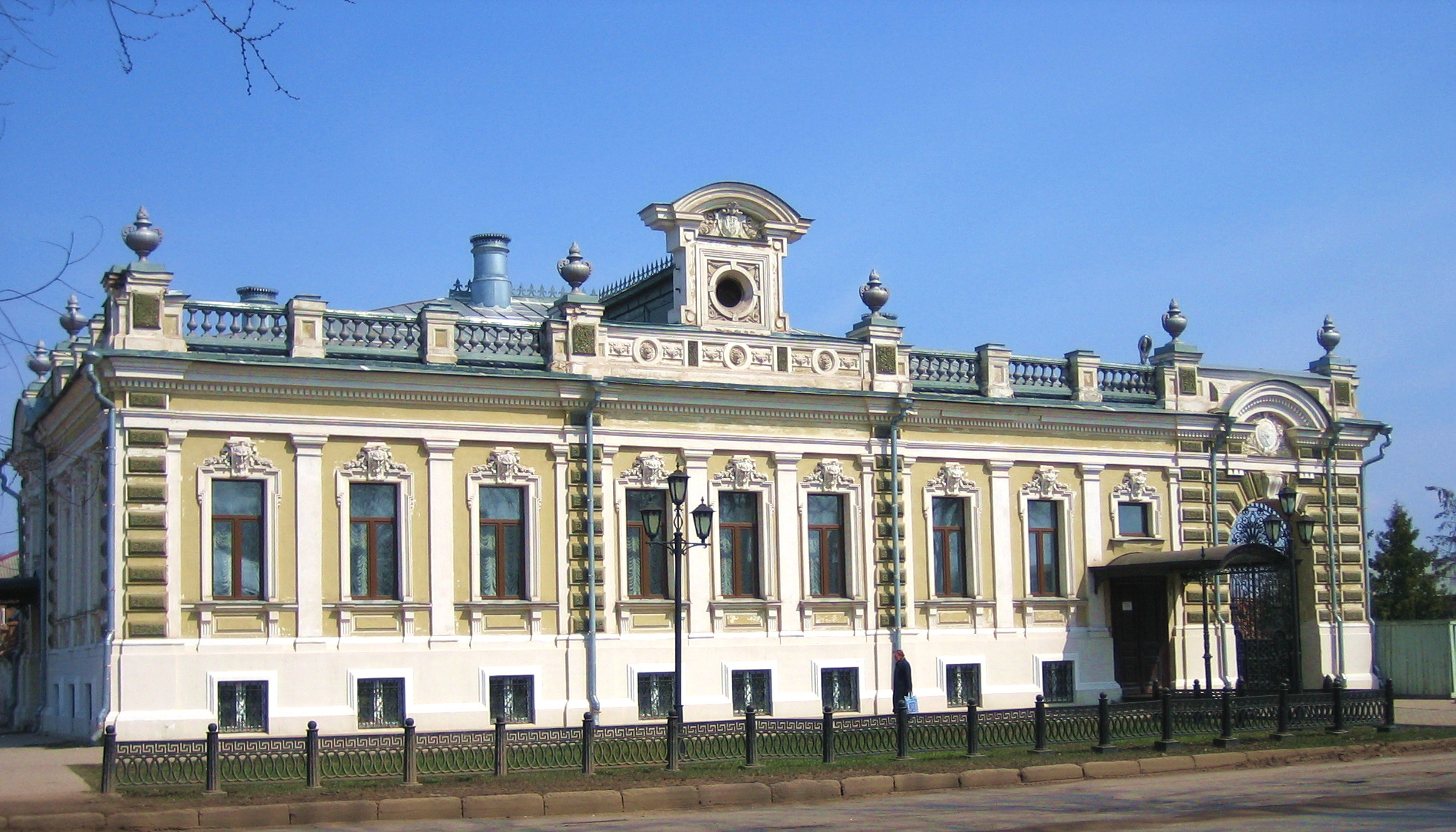
Усадьба Мальцева в исторической части города

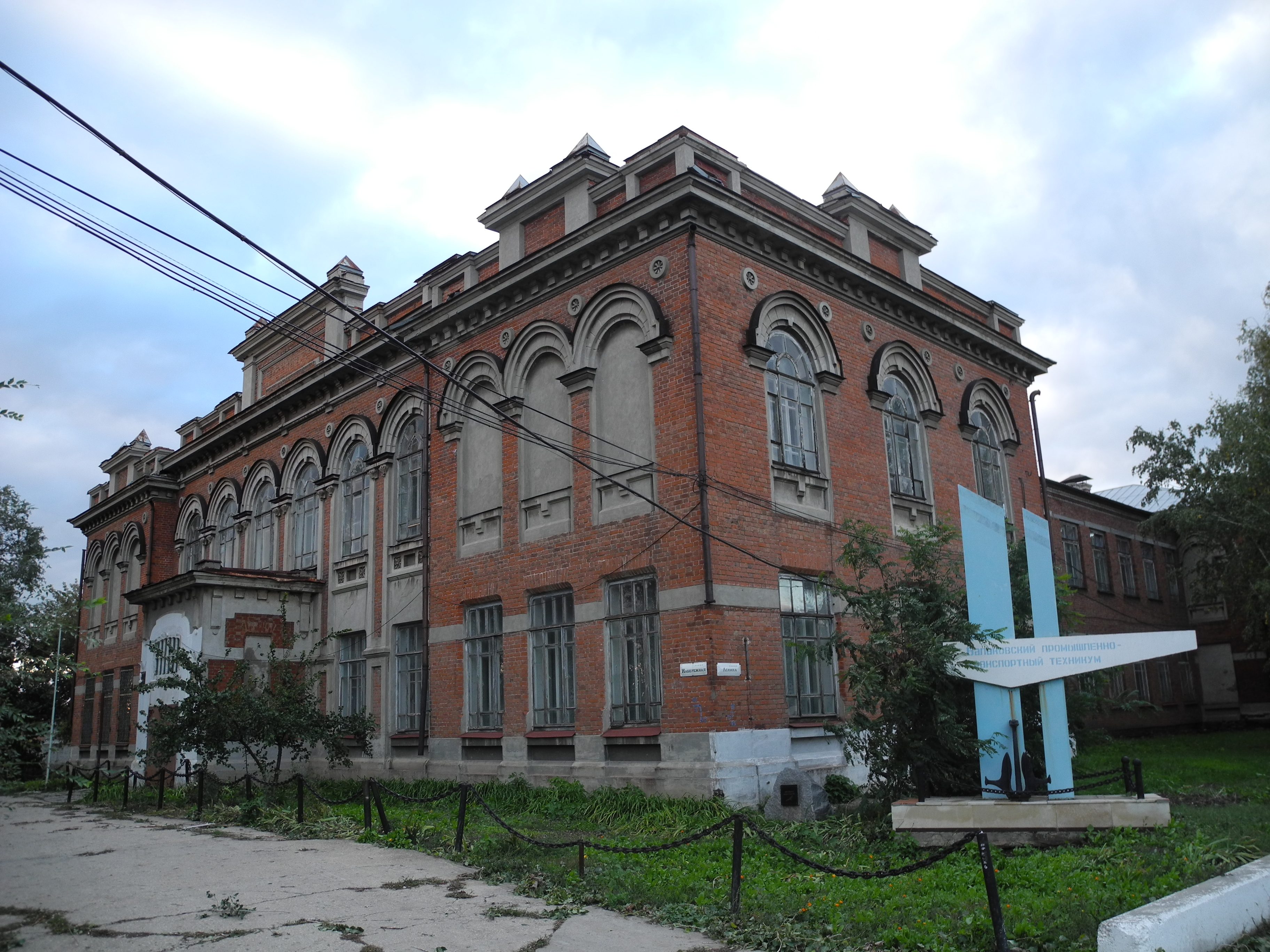
Коммерческое училище им. И. В. Кобзаря

С развитием торговли рос грузооборот пристаней, увеличивался флот грузовых и пассажирских судов. Для их ремонта создавалась судоремонтная промышленность. В 1897 году население села достигло 18 388 человек.
Начало XX века ознаменовалось значительным расширением границ села, а также ростом числа промышленных предприятий. В мае 1911 года был подписан высочайший указ о присвоении Балакову статуса города с правами самоуправления. А первым городским головой стал промышленник Иван Мамин. Накануне революции 1917 года в городе было 6 церквей, 7 школ, хлебная биржа, чугунолитейный завод и механический завод нефтяных двигателей братьев Маминых, хлебопечный завод, картофельный завод, судоремонтные и мебельные мастерские, лесопилки, мельницы, коммерческое училище, открытое ещё в 1910 году при значительном финансовом содействии купца-мецената Ивана Кобзаря, земская больница и городская фабрично-заводская амбулатория (поликлиника), библиотека, и электростанция, которую организовало товарищество «Свет».
Изобретатели-самоучки Фёдор Блинов и Яков Мамин прославили Балаково как родину первого в мире гусеничного трактора, колёсного самохода и русского дизеля. Заводом нефтяных двигателей и тракторов Я. В. Мамина в 1915 году было выпущено 325 дизельных двигателей, общей мощностью в 5100 лошадиных сил. Облик старого Балаково создавали такие зодчие, как Х. Ф. Мейер и академик Ф. О. Шехтель. Бережно сохраняя и восстанавливая исторический ландшафт центральной части, балаковцы постоянно совершенствуют облик нового, молодого города с просторными аллеями, прямыми, как стрела, проспектами, стройными зданиями с нарядными фасадами.

### СССР
До 1928 года Балаково входило в состав Самарской губернии (в 1919—1924 годах существовал Балаковский уезд), после — Нижне-Волжского края, с 5 декабря 1936 года — в Саратовскую область.

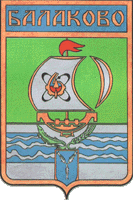
Герб Балакова (1987)

24 августа 1961 года город Балаково получил статус города областного подчинения.
В период с 1956 по 1971 годы в Балакове строилась Саратовская ГЭС, что привело к разливу Волги и затоплению части прибрежной территории и изменению облика современного города, а также его резкому росту, связанному с получением необходимой электроэнергии. В сжатые сроки был создан балаковский индустриальный комплекс, насчитывающий более двух десятков предприятий химии, машиностроения, энергетики, строительной индустрии, пищевой промышленности. В 1985 году был введён в эксплуатацию первый энергоблок Балаковской АЭС, имеющей 4 действующих энергоблока.
В целом, с 1956 по 1985 год город стал местом пяти всесоюзных ударных строек: Саратовская ГЭС, Балаковский завод волоконных материалов, завод фосфорных удобрений, Саратовский оросительно-обводнительный канал имени Е. Е. Алексеевского, Балаковская АЭС. В честь этого в 2015 году в Балакове был открыт памятный монумент.

### Российская Федерация
По результатам референдума 22 декабря 1996 года было создано Балаковское муниципальное образование, которое включило город областного подчинения Балаково и сельский Балаковский район. В 2004 году Балаковское муниципальное образование было переименовано в Балаковский муниципальный район.

## Население
| 1897     | 1926     | 1931     | 1939     | 1959     | 1962     | 1967     | 1970     | 1973     | 1975     | 1976     |
| -------- | -------- | -------- | -------- | -------- | -------- | -------- | -------- | -------- | -------- | -------- |
| 16 000   | ↗19 000  | ↗19 900  | ↗23 179  | ↗36 428  | ↗52 000  | ↗85 000  | ↗103 495 | ↗117 000 | ↗137 000 | →137 000 |
| 1979     | 1982     | 1985     | 1986     | 1987     | 1989     | 1990     | 1991     | 1992     | 1993     | 1994     |
| ↗151 560 | ↗165 000 | ↗183 000 | ↘182 000 | ↗188 000 | ↗197 391 | ↗201 000 | →201 000 | ↗203 000 | ↗205 000 | ↗206 000 |
| 1995     | 1996     | 1997     | 1998     | 1999     | 2000     | 2001     | 2002     | 2003     | 2004     | 2005     |
| ↗208 000 | →208 000 | ↘206 000 | ↗208 000 | ↘206 300 | ↘206 000 | ↗207 500 | ↘200 470 | ↗200 500 | ↘199 700 | ↘199 600 |
| 2006     | 2007     | 2008     | 2009     | 2010     | 2011     | 2012     | 2013     | 2014     | 2015     | 2016     |
| ↘199 200 | ↘199 100 | ↘198 700 | ↗199 256 | ↗199 690 | ↘199 192 | ↘197 583 | ↘196 255 | ↘194 573 | ↘193 533 | ↘192 359 |
| 2017     | 2018     | 2019     | 2020     | 2021     | 2024     | 2025     |          |          |          |          |
| ↘191 260 | ↘189 829 | ↘188 489 | ↘187 523 | ↘184 466 | ↘181 724 | ↘180 694 |          |          |          |          |

На 1 января 2025 года по численности населения город находился на 102-м месте из 1124 городов Российской Федерации.

## Экономика

### Промышленность
- Балаковская АЭС
- Саратовская ГЭС
- Балаковская ТЭЦ-4

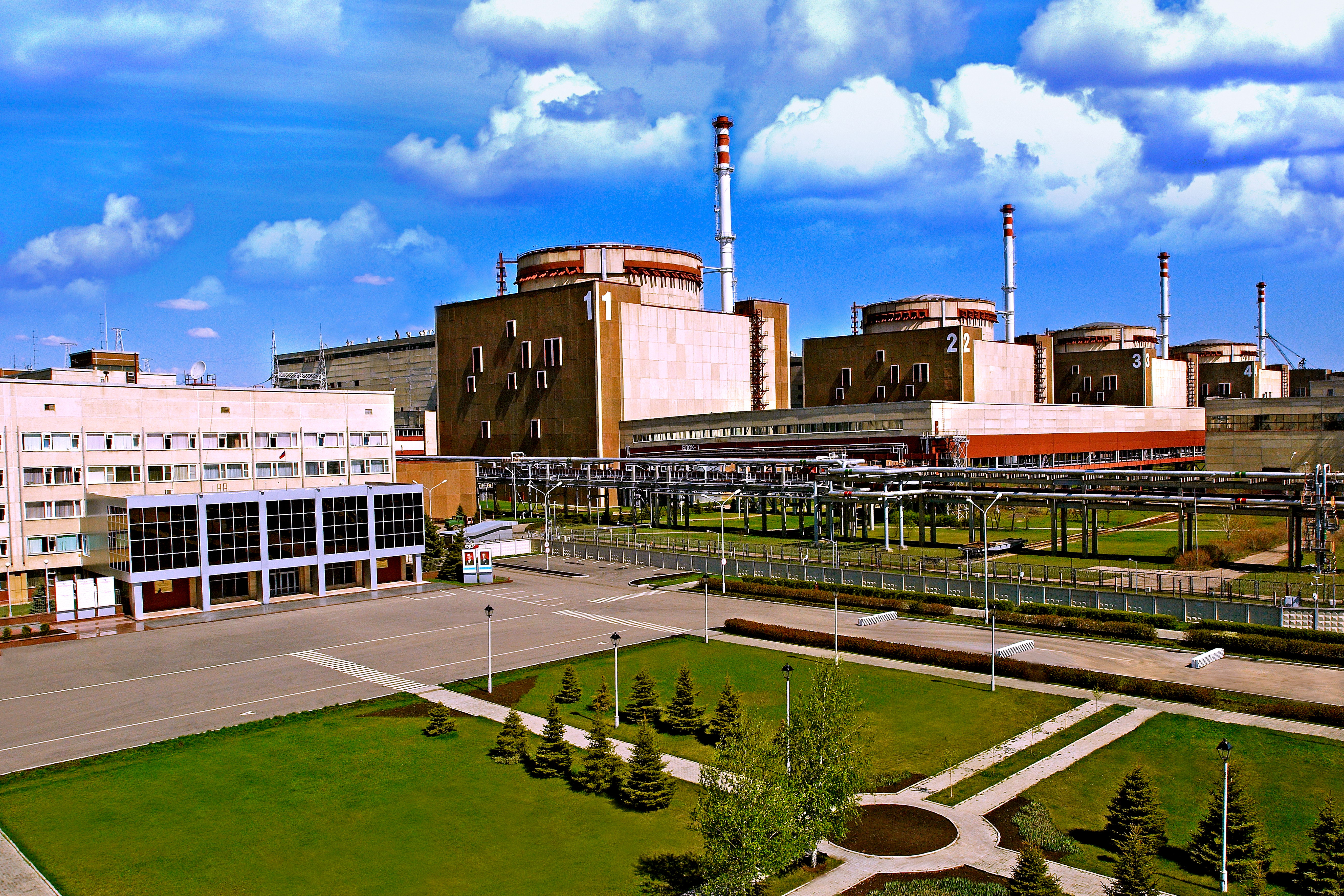
Балаковская АЭС

- Предприятие «Балаково Карбон Продакшн»
- Вагоностроительный завод
- Балаковский завод волоконных материалов[47]
- Балаковский пассажирский автокомбинат
- Завод «Аргон» (производство углеродного волокна)
- Предприятие «Балаковорезинотехника»
- Балаковский филиал акционерного общества «Апатит»
- Балаковский завод минеральных наполнителей[47]
- Волжский дизель имени Маминых (Бывший «Волгодизельмаш» и завод им. Дзержинского в СССР)
- Судоремонтный завод
- Завод электромонтажных конструкций «Гидроэлектромонтаж»
- Балаковский растворо-бетонный завод
- Завод сортового проката «Балаково» (продан ООО «АЭМЗ», ранее принадлежал компании «Северсталь»)
- Фабрика межкомнатных дверей ALBERO
- ООО «МОЛОТ»[48]

В марте 2013 года ОАО «РусГидро» подписало с австрийской компанией Voith Hydro договор о создании в Балакове совместного предприятия «ВолгаГидро», ориентированного на производство гидротурбинного оборудования.
В январе 2024 года Вячеслав Володин заявил, что рядом с дата-центром в Балакове, который строится до сих пор, могут создать «самый большой компьютер», который станет крупным не только в России, но и в Европе. На строительство данного компьютера потребуется 5 млрд рублей.

## Образование

### Среднее профессиональное образование
- Балаковский промышленно-транспортный техникум им. Н. В. Грибанова[51]

- Поволжский колледж технологий и менеджмента[52]
- филиал Саратовского областного колледжа искусств[53]
- Губернаторский колледж[54]
- Балаковский медицинский колледж[55]
- Балаковский политехнический техникум[56]
- Балаковский институт профессиональной переподготовки и повышения квалификации[57]

### Высшее образование
- БИТИ НИЯУ МИФИ (Балаковский инженерно-технологический институт — филиал МИФИ)[58].
- БФ РАНХиГС (Балаковский филиал Российской академии народного хозяйства и государственной службы)[59]
- Балаковский филиал Саратовской государственной юридической академии[60]

## Транспорт

### Городской общественный транспорт
Пассажирские перевозки осуществляются троллейбусами, автобусами и маршрутными такси.
Связь между двумя частями города осуществляет шлюзовой мост. В 2003 году было принято решение о строительстве второго мостового перехода через Судоходный канал. 9 декабря 2015 года «Мост Победы» введён в эксплуатацию.

### Междугородный транспорт
Имеется автовокзал «Балаково», железнодорожный вокзал Балаково, железнодорожная станция «Линёво» (для товарных поездов, рельсового автобуса), речной порт.
Ранее в Балаково имелся одноимённый аэропорт (расположенный вблизи села Малая Быковка), который до конца 1990-х принимал регулярные авиарейсы. В 2003 году аэропорт был закрыт.
До 15 ноября 2027 года в Балаковском районе в с. Малая Быковка должен быть построен аэропорт. Проект называется реконструкцией, хотя по факту там будет совершенно новый аэропорт. Из Реестра гражданских аэродромов РФ старый объект исключили в 2001 году, на тот момент уже несколько лет полёты из него не осуществлялись. О возрождении аэропорта задумались 4 года назад. Сейчас ведётся поиск подрядчика на реконструкцию аэропортового комплекса Балаково. Заказчиком является ФКУ «Дирекция государственного заказчика по реализации комплексных проектов развития транспортной инфраструктуры». Гарантия на объект будет составлять 5 лет. Аэропорт будет V класса — с годовым объёмом пассажиропотока от 100 до 1000 тыс. пассажиров. На это выделено 3 миллиарда рублей

## Средства массовой информации

### Пресса
| №  | Список газет Балакова:              | Примечания                                         |
| -- | ----------------------------------- | -------------------------------------------------- |
| 1  | Газета «Суть»                       | Выходит еженедельно по вторникам                   |
| 2  | Газета «Упрямые факты»              | Выходит еженедельно по вторникам. Тираж 30000 экз. |
| 3  | Глянцевый журнал «Витрина»          |                                                    |
| 4  | Балаковский курьер                  |                                                    |
| 5  | Парус                               | не выходит                                         |
| 6  | Огни Поволжья                       | не выходит                                         |
| 7  | Свободная газета                    | не выходит                                         |
| 8  | Балаковские Вести                   | выходит каждую неделю по вторникам                 |
| 9  | Глянцевый журнал «Сердолик»         |                                                    |
| 10 | Газета «Карьера»                    | специализированное издание о трудоустройстве       |
| 11 | Газета «Городская справка Балаково» | бесплатная газета в каждый дом.                    |
| 12 | Газета «Шмель»                      | не выходит                                         |

### Телевидение
Местная телекомпания «Медиа Стар Реклама».

### Радио
В городе производится вещание следующих FM-радиостанций:
1. 70,52 (Молчит) Радио России / ГТРК Саратов
2. 72,14 (Молчит) Радио Маяк
3. 96,6 Радио Монте-Карло
4. 97,4 Вести FM
5. 98,4 Европа Плюс
6. 98,8 Наше радио
7. 99,2 Дорожное радио
8. 99,6 Радио Активное
9. 100,0 Ретро FM
10. 100,4 Радио России / ГТРК Саратов
11. 101,3 Радио Маяк
12. 101,7 Радио Рекорд
13. 102,8 (ПЛАН) Хит FM
14. 103,3 Радио Дача
15. 103,7 Радио ENERGY
16. 104,2 Love Radio
17. 104,7 Юмор FM
18. 105,5 Авторадио
19. 106,0 Русское радио
20. 106,5 DFM
21. 107,0 Радио Шансон
22. 107,4 Новое радио

### Связь
По состоянию на январь 2009 года в городе работали три оператора фиксированной связи: Ростелеком, Хемикомп+ и Хемикомп, 5 операторов мобильной связи в стандарте GSM: Билайн, МТС, МегаФон, TELE2, Yota. В стандарте CDMA: Skylink (IMT-MC-450) и Мегафон-Поволжье.
Нумерация фиксированной связи в г. Балакове — шестизначная. Код города — 8453 (аналогичен коду города Энгельса).

## Города-побратимы
Городами-побратимами Балаково являются:
| Страна      | Город-побратим | Год установления связи |
| ----------- | -------------- | ---------------------- |
| Словакия    | Трнава         | 1970                   |
| Польша      | Пабьянице      | -                      |
| Азербайджан | Баку           | -                      |
| США         | Скрантон       | -                      |
| Россия      | Череповец      | 1970                   |

## Достопримечательности

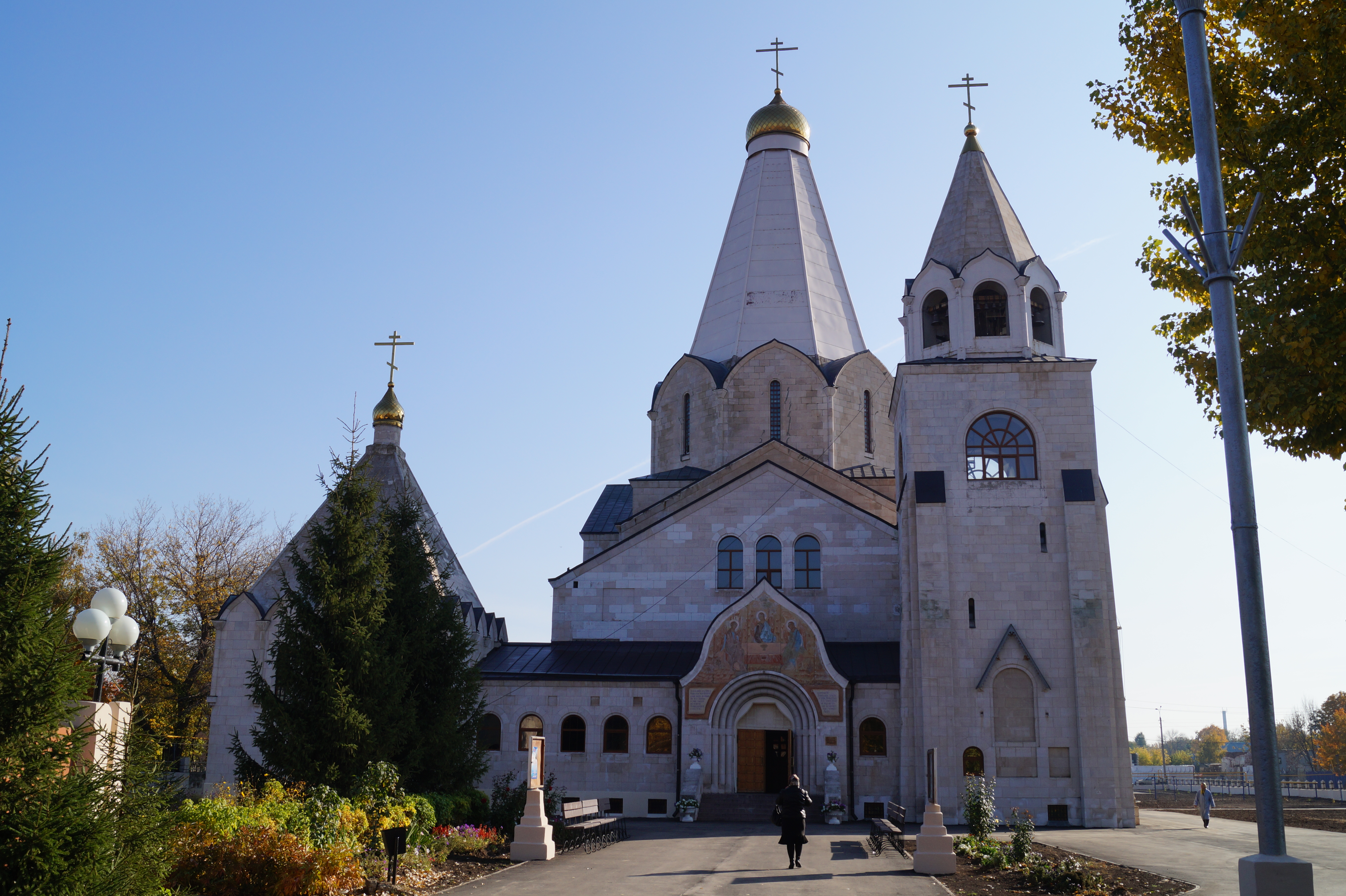
Церковь Пресвятой Троицы

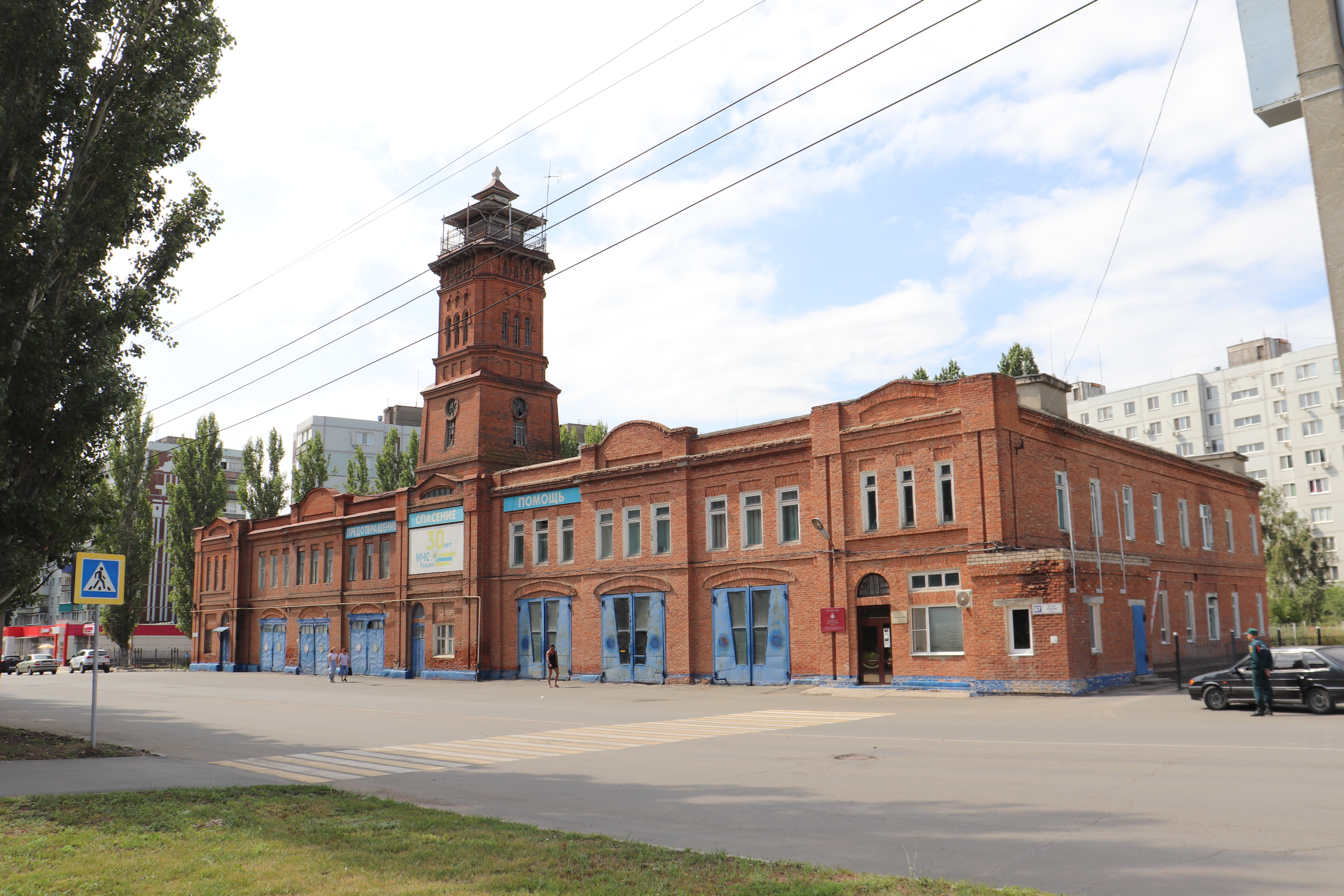
Здание пожарной части с каланчой

Достопримечательностями Балаково является ряд построек XIX и XX веков: Свято-Троицкий храм (1910—1914, архитектор Ф. О. Шехтель), особняк П. М. Мальцева (1890-е, архитектор Ф. И. Шустер), усадьба Анисима Мальцева, Торговый дом Шмидта (1911), пожарная каланча, особняк В. В. Голованова (1912, впоследствии — краеведческий музей), особняки Якова и Ивана Маминых (1910), усадьбы Стройкова-Якимова (1902), коммерческое училище (1910), построенное помещиком и меценатом И. В. Кобзарём, дом-музей В. И. Чапаева, пожарная каланча. Достопримечательностью центра города является эспланада (парк), которая используется жителями города в качестве парка и места массовых гуляний и Храм Рождества Христова.

## Культура
- Балаковский драматический театр имени Е. А. Лебедева (прекратил своё существование)
- Балаковский театр юного зрителя имени Е. А. Лебедева
- Балаковская филармония имени М. Э. Сиропова
- Городской выставочный зал
- Городской парк культуры и отдыха
- Кинотеатры: «Мир», «Россия»
- Музей истории города
- Районный дворец культуры
- Балаковская художественная галерея (филиал Саратовского художественного музея имени А. Н. Радищева)